# تاريخ شهود يهوه
كان شهود يهوه في بدايتهم فرعًا من حركة طلاب الكتاب المقدس، التي نشأت في الولايات المتحدة في سبعينيات القرن التاسع عشر بين أتباع القس المسيحي الاستعادي تشارلز تاز راسيل. أُرسل مبشرو طلاب الكتاب المقدس إلى إنجلترا في عام 1881 وافتتح أول فرع خارجي في لندن في 1900. حملت المجموعة اسم رابطة طلاب الكتاب المقدس الدولية وبحلول عام 1914 باتت نشطة في كندا وألمانيا وأستراليا وبلدان أخرى.
انقسمت الحركة إلى عدد من المنظمات المتنافسة بعد وفاة راسيل في عام 1916، واحتفظت إحداها، بقيادة جوزيف روذرفورد «وهو قاضٍ»، بالسيطرة على صحيفة برج المراقبة «ذه ووتش تاور» وجمعية برج المراقبة للكتاب المقدس والمنشورات في بنسلفانيا. وبإشراف روذرفورد، أدخلت رابطة طلاب الكتاب المقدس الدولية تغييرات عقائدية كبيرة دفعت الكثير من الأعضاء القدماء لترك المنظمة. نمت المجموعة مجددًا بسرعة، خاصة في منتصف ثلاثينيات القرن العشرين بعد إدخال أساليب وعظ جديدة. وفي عام 1931، اتخذت المجموعة اسم شهود يهوه لتقطع ما بقي من علاقات مع أتباع راسيل الأوائل.
استمر إدخال تغييرات تنظيمية كبيرة وأصبحت التجمعات والبرامج التعليمية في جميع أنحاء العالم خاضعة لسيطرة مركزية. وأدت تغييرات إضافية في العقائد إلى حظر نقل الدم على الأعضاء، والتخلي عن الصليب في العبادة، والامتناع عن احتفالات أعياد الميلاد واحتفالات ميلاد المسيح، والنظر إلى أرمجدون الواردة في الكتاب المقدس على أنها حرب عالمية يشنها الله لتدمر الأشرار وتعيد السلام إلى الأرض. في عام 1945، عدلت جمعية برج المراقبة، التي أسسها راسيل بصفتها دار نشر، ميثاقها وأعلنت أن أهدافها تشمل التبشير بمملكة الرب، وخدمة شهود يهوه وإدارتهم، وإرسال المبشرين والمعلمين لعبادة الله ويسوع.
حُظرت هذه الجماعة في كندا في الحرب العالمية الأولى، وفي ألمانيا والاتحاد السوفياتي وكندا وأستراليا خلال الحرب العالمية الثانية. وواجه الأعضاء الاضطهاد والعنف الغوغائي على نطاق واسع في بعض البلدان وفي الولايات المتحدة. بدأت المجموعة عشرات الإجراءات القانونية المهمة في الولايات المتحدة وكندا بين عامي 1938 و1955 لترسيخ حق الأعضاء في بيع المنشورات للبيوت مباشرة، والامتناع عن أداء تحية العلم، والحصول على اعتراف قانوني بأنهم معترضون ضميريون (معارضون للخدمة في الجيش) في زمن الحرب. وعانى أعضاء الطائفة من الاضطهاد في بعض البلدان الإفريقية في الستينيات والسبعينيات؛ منذ 2004 تعرضت المجموعة لسلسلة من إجراءات الحظر في روسيا.

## 1869-1916

### التأثر بالسبتية
نحو العام 1869 حضر راسيل البالغ من العمر 17 عامًا اجتماعًا في بيتسبرغ بولاية بنسلفانيا لمجموعة سميت «السبتية الثانية» واستمع إلى الداعية المسيحي السبتي جوناس ويندل وهو يشرح وجهات نظره حول نبوءة الكتاب المقدس. رفض ويندل، متأثرًا بتعاليم وليام ميلر، المعتقدات المسيحية التقليدية المؤمنة «بالروح الخالدة» والجحيم واستند إلى النصوص المقدسة في سفر دانيال ورؤيا يوحنا للتنبؤ بأن المسيح سيرجع في عام 1873. بات راسيل مقتنعًا بأن الله سيكشف عن مشيئته في الأيام الأخيرة من «عصر الإنجيل» وشكل مجموعة مستقلة لدراسة الكتاب المقدس في بيتسبرغ. رفض التعاليم السبتية التي ترى أن الغرض من عودة المسيح هو تدمير الأرض وشكل وجهة النظر القائلة إن المسيح مات فداء للتكفير عن خطايا البشر، وإعادتهم إلى الكمال العدني والحياة الأبدية. ومثل ويندل، رفض مفهوم «نار الجحيم» والروح الخالدة. في منتصف سبعينيات القرن التاسع عشر، نشر 50,000 نسخة من كتيب بعنوان «هدف رجوع ربنا وطريقته» شرح فيه آراءه واعتقاده بأن المسيح سيعود خفية قبل معركة أرمجدون. أقر راسيل لاحقًا بتأثير القسين السبتيين جورج ستورز (الذي تنبأ بعودة المسيح في عام 1844) وجورج ستيتسون في تشكيل معتقداته. يدعي المؤلف جيمس بانتون أن راسيل اتبع أيضًا تعاليم القسيس اللوثري جوزيف سايس من فيلادلفيا.
في يناير 1876، قرأ راسيل عددًا من صحيفة هيرولد أوف ذا مورنينغ، وهي صحيفة يحررها الواعظ السبتي نيلسون إتش باربور من روتشستر، نيويورك، ولكنها توقفت تقريبًا عن النشر بسبب تضاؤل عدد مشتركيها. واعتمد باربور، مثل غيره من السبتيين، على تفسيرات ميلر وويندل لنبوءات الكتاب المقدس للقول إن المسيح سيرجع في العام 1874 لإيقاد «الشعلة»؛ حين لم تتحقق النبوءة خلص باربور والكاتب المشارك جيه. إتش. باتون إلى أن حساباتهما لتوقيت عودة المسيح كانت صحيحة، لكنهما لم يعرفا طريقتها. وقررا لاحقًا أن عودة المسيح، أو المجيء، أو باروسيا، هي عودة خفية، أي أن المسيح كان حاضرًا منذ عام 1874. ابتهج راسيل حين وجد أن الآخرين وصلوا إلى نفس الاستنتاج واعتمدوا توقيت السبتيين - الذي قال إنه «استهان به فترةً طويلة» - وهو ما يستحق المزيد من الدراسة. التقى راسيل باربور، وقبل حججه المفصلة والمعقدة حول التسلسل الزمني النبوي وزوده بالأموال لوضع كتاب يجمع وجهات نظرهم.
نشر كتاب، ثلاثة عوالم وحصاد هذا العالم، في أوائل عام 1877. وعبر عن أفكار شكلت تعاليم رفاق راسيل خلال السنوات الأربعين التالية، ومازال شهود يهوه يعتنقون الكثير منها: حدد الكتاب حقبة دامت 2520 عامًا تسمى «زمن الأممين»، والتي ستنتهي في عام 1914، وخالف التعاليم السبتية من خلال تعزيز مفهوم «الارتداد» - الذي يعني أن البشرية جمعاء منذ آدم سوف تبعث مجددًا إلى الأرض وتعطى الفرصة لنيل الحياة البشرية المثالية الأبدية. ادعى راسيل أنه كان أول كتاب يجمع بين نبوءات الكتب المقدس حول نهاية الزمان ومفهوم الارتداد. وناقش الكتاب مفهوم التدبيرية، التي ترى أوجه تشابه نبوية بين العصور اليهودية والإنجيلية، واقترح أن «الخلق الجديد» يبدأ بعد 6000 عام من خلق آدم، وهي نقطة في الوقت تلاقي عام 1872. وكشف عن اعتقاد المؤلفين بأن المسيح غادر السماء في عام 1874 ليرجع إلى الأرض وأن «حصاد» الله «للقديسين» سينتهي في أوائل عام 1878، بعد أن ينتقلوا جميعًا إلى السماء. بدأ راسيل وباربور وباتون السفر لعقد اجتماعات عامة ومناقشة معتقداتهم. بالنسبة لراسيل، لم يكن ذلك كافيًا: «بعد ملاحظة سرعة نسيان الناس لما سمعوه، بات من الواضح أنه رغم فائدة الاجتماعات في إيقاظ الاهتمام، هناك حاجة لصحيفة شهرية للإبقاء على هذا الاهتمام وتطويره». زود راسيل باربور بأموال إضافية لإنعاش صحيفة هيرولد أوف ذا مورنينغ. قطع راسيل علاقته مع الصحيفة في يوليو 1879 بعد أن اعترض باربور علنًا على مفهوم الافتداء، ثم بدأ نشر مجلته الشهرية الخاصة، برج مراقبة صهيون وبشرى رجوع المسيح (المعروفة الآن باسم برج المراقبة «ووتش تاور»)، والتي أرسلها إلى جميع المشتركين في صحيفة هيرولد، ما شكك في تعاليم باربور.

### جمعية برج المراقبة
في عام 1881، شُكلت جمعية منشورات برج مراقبة صهيون لتصبح وكالة إدارية غير مسجلة هدفها نشر المنشورات والأوراق والأطروحات العقائدية والأناجيل، مع «القسيس» راسيل، كما صار يسمى، بصفته أمين الجمعية وويليام هنري كونلي بصفته رئيسها. بعد ثلاث سنوات، في 15 ديسمبر 1884، أصبح راسيل رئيس الجمعية بعد أن سجلت قانونيًا في ولاية بنسلفانيا. وقال إن الجمعية ليست «جمعية دينية» بالمعنى العادي لهذا المصطلح، موضحًا: «هذه مجرد جمعية أعمال ... أعمال تكمن مصلحتها في نشر الحقيقة». بدأ راسيل كتابة مجموعة من المقالات والكتب والكتيبات والعظات، بلغ مجموعها حتى وفاته 50,000 صفحة مطبوعة، بالإضافة إلى نحو 20 مليون نسخة من كتبه طُبعت ووُزعت في جميع أنحاء العالم. في 1886، ألف «الخطة الإلهية للعصور»، وهو كتاب من 424 صفحة أصبح أول كتاب في سلسلة من ستة مجلدات تسمى «فجر الألفية»، غُير اسمها لاحقًا وأصبح «دراسات في الكتاب المقدس»، التي أرست مبادئه الأساسية. (لذا سُمي طلاب الكتاب المقدس أحيانًا باسم «فجريو الألفية»)